# 溫泉關

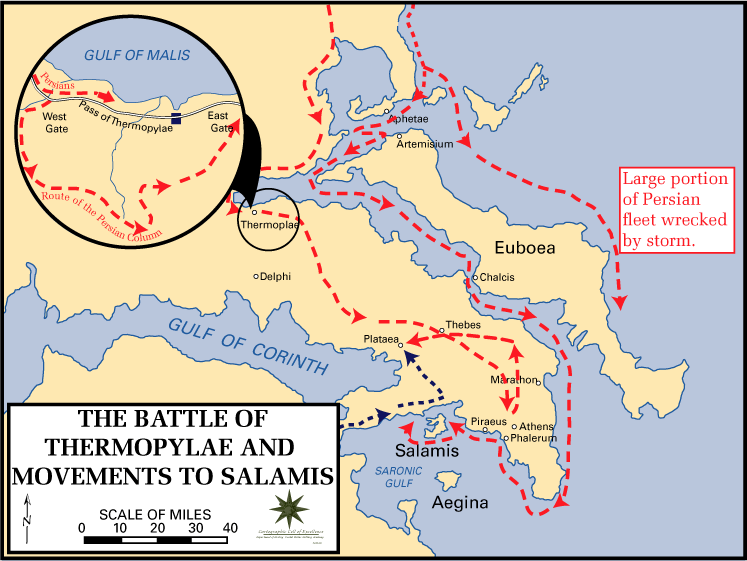
溫泉關位置圖

溫泉關（拉丁化：Thermopylae，拉丁化：Thermopyles），或音譯德摩比利及鐵爾摩披萊等，意為「熱的入口」、「熾熱的門」，是希臘的一個狹窄的沿海通道中的一個渡河關口，位處中希臘大區维奥蒂亚专区拉米亞。它的名字源自於幾個天然溫泉。

## 在此發生過的戰役

### 波希戰爭
在溫泉關的戰鬥發生於前480年，其中一支幾千人的希臘部隊（包括著名的300斯巴達壯士）在此迎戰數量遠大於他們的薛西斯領導下的波斯人。雙方在此戰鬥了兩天，希臘人封鎖了隘道，以防止薛西斯利用巨大的騎兵部隊從第三小徑迂迴過去。從那時起，溫泉關的名字就被用來形容，以少數的兵力英勇抵抗更強大的敵人。

### 希臘-高盧戰爭
前279年，一支布倫努斯領導的加利奇軍隊成功地擊敗了卡利帕斯率領的希臘軍隊。

### 拜占庭-保加利亞戰爭
公元997年，保加利亞沙皇薩穆伊爾入侵希臘並推進至伯羅奔尼撒。在他返去時，他在溫泉關的河道斯佩依海儂河（Spercheios）上遇上了一支拜占庭軍隊。當時大雨令河道泛濫，保加利亞和拜占庭的軍隊方分別在河道南北岸紮營，不採取行動。保加利亞軍隊以為拜占庭軍不能渡河便鬆懈防備，然而拜占庭將領發現一處淺灘，於是軍隊便在晚上渡河，黎明時襲擊保加利亞軍隊，並取得勝利。

### 二次大戰
1941年，第二次世界大战中澳新军团部隊延遲納粹德國軍隊的入侵，讓英國遠征軍有時間撤退到克里特島。這場戰役也是著名的温泉关戰役。

## 圖片

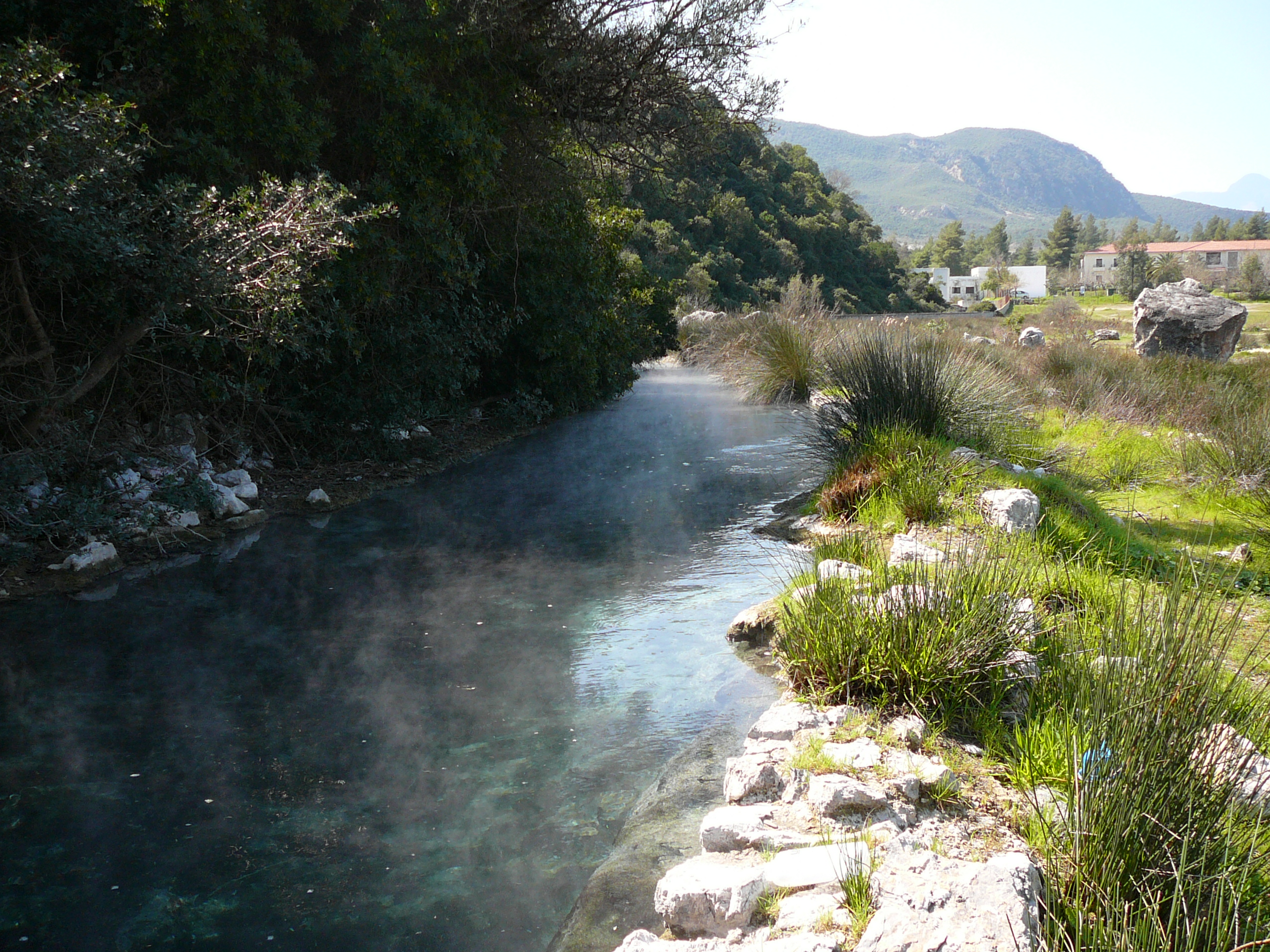
溫泉關的熱泉
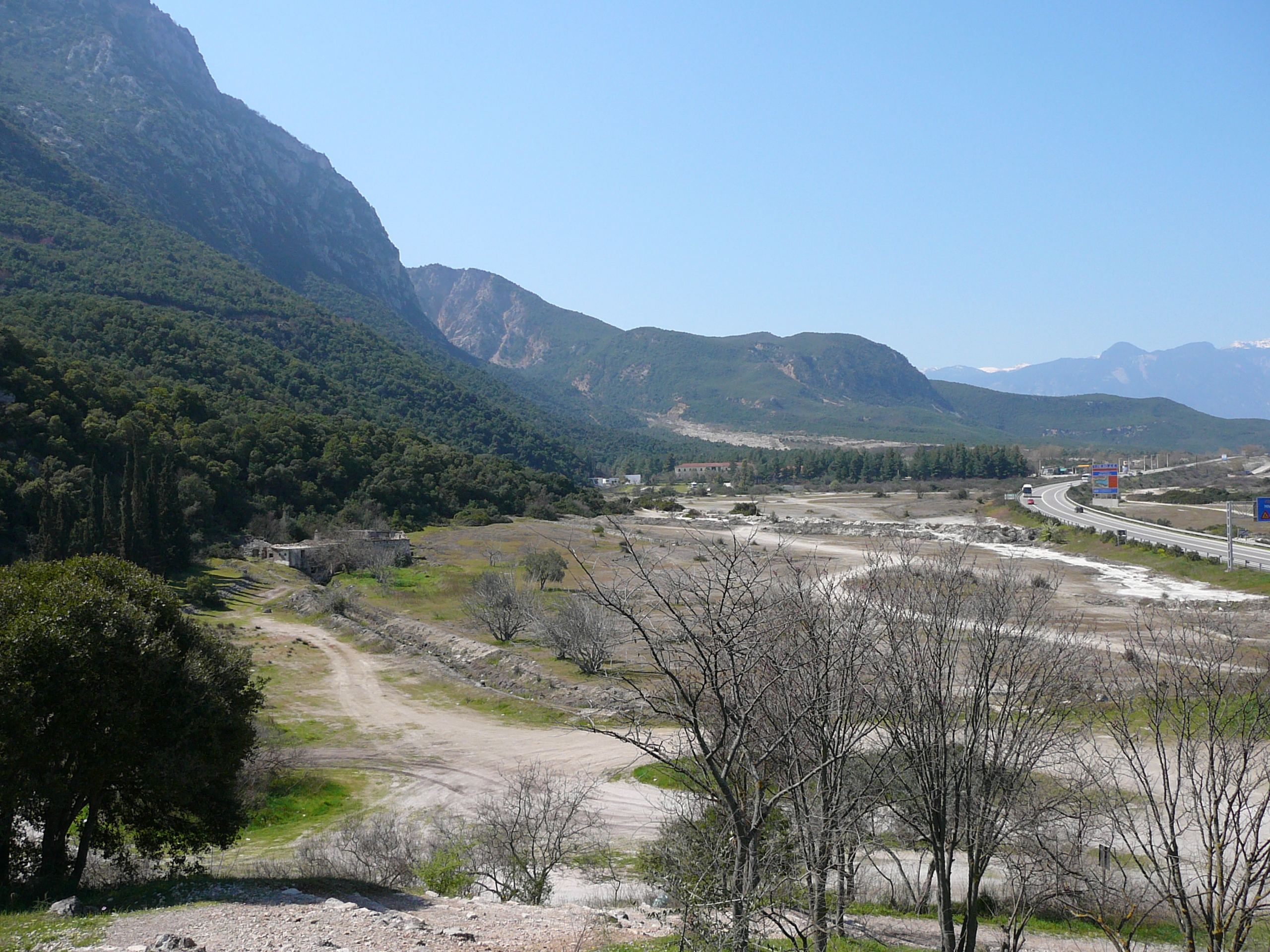
溫泉關的通道。在古代，海岸的位置會更接近山脈，這是沉積物堆積把海岸推遠的緣故
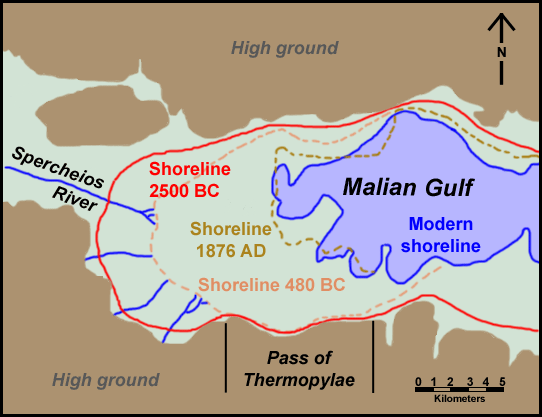
公元前2500年至現今溫泉關海岸的變化，紅、藍線分別為公元前2500年和現今的海岸線
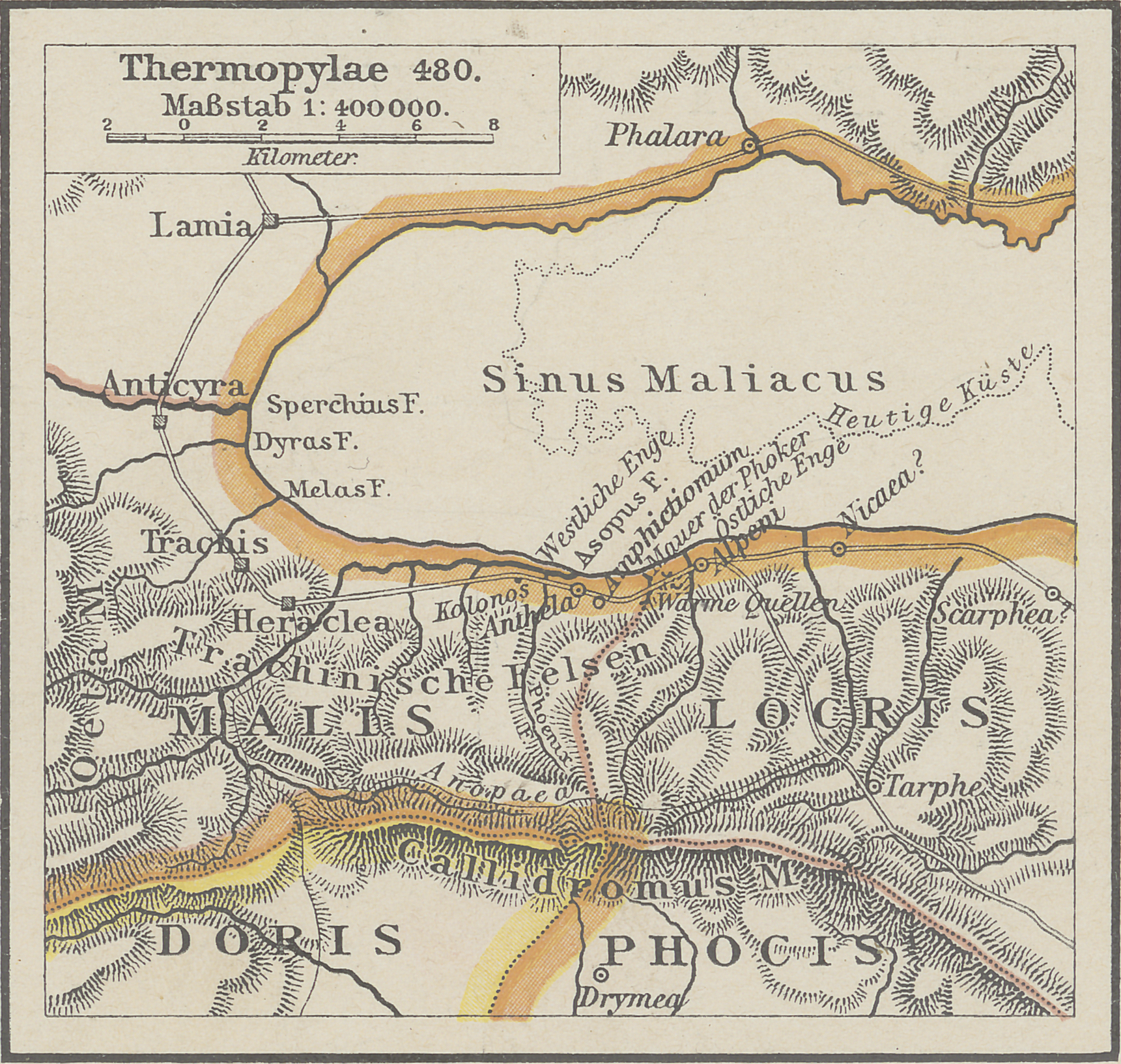
溫泉關的地理形勢

## 外部連結
- 安提阿及溫泉關地圖 （页面存档备份，存于）
- Lycurgus.org:溫泉關

38°48′19″N 22°33′46″E / 38.80528°N 22.56278°E